# Ясер Арафат
Ясер Арафат (на арабски: محمد عبد الرحمن عبد الرؤوف عرفات القدوة الحسيني, /Muhammad ’Abd ar-Rahman ’Abd ar-Ra‘ūf ‘Arāfat al-Qidwa al-Ḥussaynī/), роден като Мухаммад ’Абд ар-Рахман ’Абд ар-Ра‘ӯф ‘Ара̄фат ал-Кхидуа ал-Хус̣с̣айнӣ и известен още с партизанския псевдоним Абу Амар, е президент на Палестинската автономия (неин водач става през 1993 г., а през 1996 г. е избран за петгодишен мандат); водач на Фатах и ръководител на Организацията за освобождение на Палестина (ООП) от 1969 г., и един от тримата нобелови лауреати за мир за 1994 година. Партизански водач, Арафат е смятан от палестинците и техните поддръжници за борец за свобода, а от САЩ, Израел и техните поддръжници – за терорист.

## Ранни години
Арафат е 5-ото от общо 7 деца. Баща му е палестински търговец на текстил, а майка му произхожда от знатен палестински род. Арафат твърди, че е роден в Йерусалим на 4 август 1929 г., така е записано в смъртния му акт. Биографите му Алан Харт и палестинецът Саид К. Абуриш пишат, че в акта му за раждане, регистриран в Кайро (Египет), е отбелязано, че е роден на 24 август 1929 година. Според Арафат баща му е фалшифицирал акта за раждане, за да може Ясер да ходи на училище безплатно. Според други източници Арафат е роден в Газа (Палестина).
Когато Арафат е на 4 години, майка му почива, а баща му и той се местят в Йерусалим. Той живее в къща близо до Стената на плача и джамията Ал Акса, които се намират в близост до Храмовия хълм – свещено място за евреите, християните и мюсюлманите. Когато Арафат е на 8 години, баща му се жени отново и те се връщат в Кайро. Бракът обаче се оказва несполучлив и бащата отново се жени скоро след това. Когато това става, сестрата на Арафат, Инам, поема отговорността да отгледа своите братя и сестри. Веднъж тя казва за Арафат, че „в игрите и в чувствата си той не беше като останалите деца... Той събираше арабските деца в квартала, разделяше ги на групи и ги караше да маршируват и да тренират. Носеше пръчка и биеше онези, които не се подчиняваха на командите му.“
Арафат следва в университета на крал Фуад I (по-късно станал известен като Каирския университет). Той се опитва да разбере по-добре юдаизма и ционизма като се включва в беседи с евреи и като чете публикации на Теодор Херцел и други ционисти. Но до 1946 г. той вече е палестински националист и доставя оръжия в Египет, които после се внасяли тайно в Палестина в името на арабската кауза. По време на Арабско-израелската война от 1948 година Арафат напуска университета и заедно с други палестинци се опитва да влезе в Палестина, за да воюва за независимостта на палестинците. Той е разоръжен и върнат обратно в египетските военни сили, които отказали да позволят на зле обучените партизани да се включат във военната зона. Арафат почувствал, че е „предаден от тези [арабски] режими“. След като се връща в университета, той се присъединява към Мюсюлманското братство, а от 1952 до 1956 г. е председател на Съюза на палестинските студенти. През 1956 г. Арафат получава бакалавърска степен по строително инженерство и служи като младши лейтенант в египетската армия по време на Суецката криза. По-късно, през 1956 г., на една конференция в Прага той е облечен с куфия – традиционната карирана кърпа за глава, с която много хора го свързват.

## „Фатах“
След Суецката криза Арафат отива в Кувейт, където работи като строителен инженер. Там основава своя фирма. Арафат решава, че правилният път за вземането на властта в Палестина от палестинците е борбата, а не чакането на помощ от арабските правителства.
Арафат, заедно с група бежанци от Газа, основава местната фракция Фатах през 1959 г. в Кувейт с помощта на приятелите си Яхия Гавани и Халил ал-Вазир (Абу Джихад). Според журналиста Джон Кули, името на фракцията означава „победа“ и е акростих, образуван от инициалите, прочетени наобратно, на Харакат ал-Тахрир ал-Филастини (Ф-Т-Х), което в превод означава „движението за освобождаване на Палестина“. ООП се посвещава на създаването на независима палестинска държава и на унищожаването на Израел.
Арафат работи усърдно в Кувейт, опитвайки се да положи основите на бъдещата финансова подкрепа за Фатах. Той прави това като записва приносите от мнозина работещи там палестинци, които раздават пари от високите си заплати от работата си в петролната индустрия.
Първата операция на Фатах, проведена през 1965 г., се проваля. Нейната цел е да се взриви израелска водна помпена станция.
След Шестдневната война Арафат бяга от Израел като пресича река Йордан, преоблечен като жена, носеща бебе.
През 1968 г. Фатах е взета на прицел от израелските отбранителни сили. Те извършват операция в йорданското село Ал-Караме (на арабски „чест“), в която умират 150 сравнително зле въоръжени палестинци и 29 израелски войници. Въпреки многото палестински жертви, войната е смятана за победа на Фатах, тъй като накрая израелските войски отстъпват. Войната е отразена подробно от списание Тайм, а лицето на Арафат е показано на корицата, запознавайки света с този мъж. В следвоенната обстановка представите за Арафат и Фатах са подобрени от тази повратна точка, тъй като той започва да бъде смятан за национален герой, осмелил се да се противопостави на Израел. Много млади палестинци се включват в редиците на Фатах, а въоръжените сили нарастват. До края на 60-те години на 20 век Фатах става хегемон в ООП, а на Палестинския национален конгрес, проведен в Кайро на 3 февруари 1969 г., Арафат е избран за водач на Организацията за освобождение на Палестина, заменяйки Ахмад Шукейри. Арафат става началник на Палестинските революционни сили две години по-късно, а през 1973 г. – началник и на политическия отдел на ООП.

## Йордания
През 1960-те отношенията между палестинците и йорданското правителство се обтягат. Тежко въоръжени палестински съпротивителни групи (федаини) създали на практика „държава в държавата“ в Йордания, като в крайна сметка заели няколко стратегически позиции в Йордания, включително нефтената рафинерия близо до Зарка. Йордания смята това за растяща заплаха за суверенитета и сигурността на страната и се опитва да разоръжи палестинските запасни части. През юни 1970 г. се получават сблъсъци между двете страни.
Правителствата на другите арабски страни се опитват да договорят мирно разрешение, но продължаващите действия на федаините в Йордания (като например унищожаването на три международни пътнически самолети, пленени и държани в близост до Зарка на северозапад от Аман) принуждават йорданското правителство да предприеме действия с цел възвръщането на контрола върху земите си.
На 16 септември крал Хюсеин обявява военно положение. Същият ден Арафат става върховен главнокомандващ на Палестинската освободителна армия (ПОА), която е редовната военна сила на ООП. В последвалата гражданска война ООП са подкрепени енергично от Сирия, която изпраща около 200 танка в тяхна помощ в Йордания. Сблъсъците били главно между йорданската армия и ПОА; американският военноморски флот изпраща Шести флот в източното Средиземноморие, а Израел свиква войници да помогнат на Хюсеин, ако се наложи. До 24 септември йорданската армия взема надмощие и ПОА се съгласява на няколко временни примирия.

## Ливан
Изгонен от Йордания, Арафат премества ООП в Ливан. Правителството на Ливан било слабо и това дава възможност на ООП да оперира като независима държава де факто. От Ливан ООП периодично организира задгранични атаки срещу гражданите в Израел.
През септември 1972 г. групировката Черен септември убива 11 израелски атлети на олимпийските игри в Мюнхен. Според много източници, включително Мохамед Дауд и Бени Морис, Черният септември е фракция на Фатах, използвана за по-тежки военни операции. Убийствата са осъдени от много държави и Арафат публично отрича той и ООП да имат нещо общо с атаките.
През 1973-74 г. Арафат преустановява дейността на Черния септември, като нарежда на ООП да се въздържа от актове на насилие извън Израел, Западния бряг и Ивицата Газа, тъй като акциите в чужбина привличат голямо внимание. Движението Фатах продължава да организира атаки срещу израелски граждани и тайните служби в Западния бряг и Ивицата Газа. Освен това в края на 70-те се появяват много леви палестински организации, които организират атаки срещу граждани във и извън Израел. Израел твърди, че Арафат стои в дъното на тези организации и следователно не е загърбил тероризма. Арафат отрича, че е отговорен за терористичните актове, извършени от тези групировки.
През същата година Арафат става първият представител на неправителствена организация, който се обръща към пленарна сесия на Общото събрание на ООН, и така арабските държавни глави признават ООП за „единствен законен говорител на палестинския народ“. В своето обръщение към ООН Арафат осъжда ционизма, но казва, че „Днес аз идвам, носейки маслинова клонка и оръжие на борец за свобода. Не позволявайте на маслиновата клонка да падне от ръката ми.“ Речта му увеличава международната подкрепа, която палестинската кауза получава. ООП е призната за равноправна членка на Арабската лига през 1976 г.
ООП играе важна роля в ливанската гражданска война. Някои ливански християни твърдят, че Арафат и ООП са отговорни за смъртта на десетки хиляди ливански граждани.
По време на гражданската война Арафат обединява ООП с ливански мюсюлмански групировки. Страхувайки се да не загуби своята власт в Сирия, президентът на страната Асад променя своята позиция и изпраща войската си в помощ на десните християнски фалангисти. Първият етап от гражданската война приключва за Арафат с обсадата и падането на палестинския бежански лагер Тал ал-Затар. Самият Арафат едва успява да избяга с помощта на саудитци и кувейтци.
Израел, съюзявайки се с ливанските християни, провежда две големи атаки в Ливан. Първата операция, известна като „Литани“, е осъществена през 1978 г. Тогава израелските отбранителни сили и южноливанската армия окупират тясна ивица земя, наричана „зона за сигурност“. Втората операция „Мир за Галилея“, е проведена през 1982 г. В нея израелската окупация достига до Южен Ливан, но през 1985 г. Израел отстъпва обратно до зоната за сигурност.
Клането в Сабра и Шатила съвпада с втората израелска атака в Ливан. Между 460 и 3500 палестински бежанци са убити от запасните войски на ливанските маронитски християнски фалангисти, които са изпратени в лагерите от тогавашния министър на отбраната на Израел Ариел Шарон, за да разчисти запасните войски на ООП. Израелската офанзива в Ливан, в която са убити много палестинци, както и избиването на палестински граждани в Сабра и Шатила, допълнително обтягат отношенията между палестинците и Шарон.
По време на израелската обсада на Бейрут САЩ и европейските водещи държави посредничат за сделка, гарантираща безопасното преминаване на Арафат и ООП в изгнание в Тунис.

## Тунис
През септември 1982 г., когато е проведена втората израелска офанзива в Ливан, американци и европейци посредничат за договаряне на примирие, при което на Арафат и ООП им е позволено да напуснат Ливан. Арафат и ръководството пристигат в Тунис, като до 1993 г. там е централата на организацията.
Арафат отново едва избягва израелска атака през 1985 г., когато няколко F-15 на Израелските отбранителни сили бомбардират щаба му в Тунис. Загиват 73 души, като Арафат не е сред тях, тъй като тази сутрин е отишъл на джогинг.
През 80-те Арафат получава подкрепа от Ирак и Саудитска Арабия, което му позволява да възстанови състава и боеспособността на ООП. Това е особено полезно през декември 1987г., когато избухва Първата интифада. Въпреки че интифадата е спонтанно въстание срещу израелските окупатори, до няколко седмици Арафат се опитва да ръководи въстанието и израелците смятат, че гражданските размирици продължават толкова дълго най-вече заради войските на Фатах в Западния бряг.
На 15 ноември 1988 г. ООП обявява независимата държава Палестина – правителство в изгнание за палестинците, които заявили своите права над цяла Палестина, както е посочено в британския мандат в Палестина, отричайки разделянето на Палестина на арабски и еврейска част. Арафат прави изявление на 13 декември 1988 г., като приема Резолюция 242 на Съвета за сигурност на ООН, обещава бъдещето признаване на Израел и се отказва от „тероризма във всичките му форми, включително държавния капитализъм“. Изявлението от 13 декември е подкрепено от администрацията на САЩ, която настоява, че признаването на Израел е необходима отправна точка за мирните преговори в Кемп Дейвид.
Изказването на Арафат сочи за промяна в основните цели на ООП – от унищожаването на Израел (като е написано в Палестинския национален договор) към създаването на две отделни държави. Това са Израел с граници според примирието от 1949 г. и палестинската държава, която се състои от Западния бряг и Ивицата Газа.
След 2 април 1989 г. обаче Арафат е избран от Централния съвет на Палестинския национален съвет (управителното тяло на ООП) за президент на самопровъзгласилата се палестинска държава.
През 1990 г. Арафат се жени за палестинската православна християнка Суха Тавил, която работи за ООП в Тунис. Преди да се омъжи за него, тя приема исляма.
По време на Мадридската конференция през 1991 г. Израел за първи път провежда отворени преговори с ООП. Преди войната в Персийския залив през 1991 г. Арафат се противопоставя на атаката на ООН в Ирак, като така се отчуждава от много арабски държави и става причина САЩ да престанат да смятат Арафат за свой партньор.
През 1992 г. отново едва се спасява от смъртта, когато самолетът му катастрофира в либийската пустиня по време на пясъчна буря. Пилотът и няколко пътници са убити, а Арафат се отървава само с няколко фрактури и други наранявания.

## Палестинската автономия
В началото на 1990-те Арафат води поредица от тайни преговори и споразумения с Израел, които водят до договорите от Осло (1993). Според тях Палестина добива самоуправление за 5 години в Западния бряг и Ивицата Газа. През 1994 г. Арафат заедно с Шимон Перес и Ицхак Рабин са наградени с Нобелова награда за мир. Арафат се завръща в Палестина като герой, но според други той е предател и колаборационист.
През 1994 г. Арафат се премества в територията, контролирана от Палестинската автономия (ПА) – временната държава, създадена според договорите от Осло. На 24 юни 1995 г. съпругата му Суха ражда момиченце, което е наречено Захва по името на покойната майка на Арафат.
На 20 януари 1996 г. Арафат е избран за президент на Палестинската автономия с подкрепата на 88,2% от избирателите (другият кандидат-президент е Самиха Халил). Според независими международни наблюдатели изборите са честни и справедливи. Но тъй като Хамас и други опозиционни движения решават да не участват в президентските избори, възможностите за държавен глава са ограничени. Следващите избори, насрочени за януари 2002 г., са по-късно отложени; причината е, че е невъзможно да се направи предизборна кампания поради извънредните обстоятелства, обусловени от интифадата Ал-Акса и от набезите и ограниченията върху свободата на движенията в Западния бряг и Ивицата Газа, наложени от израелските отбранителни сили.
След 1996 г. титлата на Арафат в ПА е „глава“ (на арабски раис). Израел и САЩ интерпретират титлата като „председател“, а палестинците и ООН превеждат титлата като „президент“. Масмедиите използват и двата термина.
Бенямин Нетаняху е избран за министър-председател на Израел в средата на 1996 г. Палестинско-израелските отношения стават още по-враждебни поради продължилия конфликт. Нетаняху се опитва да попречи на прехода към създаване на палестинска държава, очертан в договорите между Израел и ООП. През 1998 г. Бил Клинтън, президентът на САЩ, се намесва, като организира среща с двамата лидери. Последвалият меморандум от Уай Ривър, подписан на 23 октомври 1998 г., определя стъпките, които трябва да бъдат предприети от Израел и ПА, за да се довърши мирният процес.
Арафат продължава преговорите с наследника на Нетаняху – Ехуд Барак – на срещата в Кемп Дейвид през 2000 г. Отчасти поради собствената му политика (Барак е от лявата трудова партия, докато Нетаняху е от дясната партия Ликуд) и отчасти поради огромния натиск, оказван от президента на САЩ Бил Клинтън, Барак предлага на Арафат палестинска държава, която да се състои от части от Западния бряг и цялата Ивица Газа, като столицата ѝ е в отдалечено предградие на Източен Йерусалим. Последното предложение на Барак, означава анексирането на 10% от Западния бряг от Израел (който се състои главно от селища) в замяна на много по-малката ивица земя в пустинята Негев. Много палестинци твърдят, че приемането на това предложение би означавало палестинската държава да се ограничи до бантустани: разпокъсани територии, разделени от израелски магистрали, пунктове за сигурност и израелски селища.
В допълнение, приемането на израелското предложение би означавало, че Израел поема властта върху палестинските водни ресурси, граници, митници и отбрана, както и от 10% от Западния бряг при номинален палестински суверенитет (главно по йорданската граница). В предложението е включено и връщането на ограничен брой бежанци и компенсации за останалите.
В един ход, широко критикуван зад граница и дори от член на преговарящия колектив и кабинет (Набил Амар), Арафат отхвърля предложението на Барак и отказва да отправи контрапредложение. Когато избухва Втората палестинска интифада, известна още като Интифада ал-Акса, мирните преговори пропадат напълно. След началото на втората интифада съпругата на Арафат отива да живее заедно със своята майка и дъщеря в Париж.

## Политическо оцеляване и маргинализация
Дългият личен и политически живот на Арафат, имайки предвид многобройните политически убийства в Близкия изток и опасната политика в този регион, се приема от много западни анализатори като знак за умението му да води асиметрична война и за способностите му като тактик. Според някои анализатори дългият му живот се дължи на страха на Израел, че той би станал мъченик на палестинската кауза, ако бъде убит или дори арестуван от Израел. Според други Израел държи Арафат жив, тъй като те се страхуват от Арафат по-малко, отколкото от Хамас и други ислямистки движения, които получават повече подкрепа от организацията на Арафат. Сложната и крехка мрежа от отношения между САЩ, Израел, Саудитска Арабия и други арабски държави също допринася за дълголетието на Арафат като палестински водач.
Способността на Арафат да се приспособява към новите тактически и политически ситуации може да се подкрепи от няколко примера. Когато радикалните организации Хамас и Палестинският ислямски джихад се надигат през 90-те, те застрашават целостта на единната светска национална организация, чиято цел е да се превърне в държава. Тогава изглежда така, сякаш Арафат не може да контролира и да влияе на тези организации, които водят битки с Фатах на Арафат. Според някои непотвърдени информации заниманията на тези групировки се толерират от Арафат като средство за оказване на натиск върху Израел. През 2002 г. израелски правителствени дейци изказват мнение, че Бригадите на мъчениците от Ал-Акса, които са фракция на Фатах, атакуват Израел, за да се състезават с Хамас. Според други източници честите израелски военни нападения срещу Палестинската автономия затрудняват инфраструктурата по сигурността да парира адекватно увеличаващото се влияние на групировки като Хамас. Говорители на Хамас и Ислямски джихад понякога са подкрепяли публично Арафат, показвайки по този начин, че общата цел е най-важна.
На 6 май 2002 г. израелското правителство излиза с доклад, основаващ се отчасти на документи, иззети по време на израелската окупация на щаба на Арафат в Рамала, с копия на документи, подписани от Арафат, чрез които той одобрява финансирането на Бригадите на мъчениците от Ал-Акса.
Други посочват ограниченията на политическата ситуация и твърдят, че Арафат не е можел нито да осъди, нито да ограничи приложената тактика, и че един такъв опит би застрашил управлението или живота му и вероятно би дал повод за започване на катастрофална гражданска война. Освен това приключването на насилствената съпротива де факто би означавало да се предадат на Израел, въоръжен с оръжия, каквито палестинците нямат. Използването на самоубийствените атаки изглежда е характерна черта на конфликта. Броят и интензивността на атаките рязко се покачва през първите месеци на 2002 г.
През март 2002 г. Арабската лига отправя предложение да признае Израел в замяна на изтеглянето на израелците от всички територии, завзети по време на Шестдневната война. Освен това те искат Палестина и Палестинската автономия да бъде призната за държава. Поддръжниците на тази декларация виждат в предложението историческа възможност за пълен мир в региона, докато критиците казват, че това ще бъде тежък удар върху израелската сигурност, като според тях няма гаранция, че самоубийствените атаки ще бъдат преустановени. Приемането на предложението би означавало признаването на Израел от арабските страни. Израел не обръща внимание на това, което определя като крехко предложение.
Скоро след това атаки, извършени от палестински бойци, убиват повече от 135 израелци. Ариел Шарон, който преди това настоява Арафат да осъди самоубийствените атаки, заявява, че Арафат „помага на терористите и се е превърнал във враг на Израел и неподходящ за сключване на мирни споразумения.“ Израел предприема голяма военна офанзива в Западния бряг, наречена операция „Защитен щит“.
Продължителните опити на израелското правителство да издигне друг палестински водач за представител на палестинския народ пропадат, а Арафат се радва на подкрепата на групите, които, имайки предвид неговата собствена биография, обикновено биха се замислили преди да се споразумяват с него или да го подкрепят. Марван Баргути излиза като водач по време на интифадата Ал-Акса, но Израел го е арестувал и му е дал 4 доживотни присъди.
На Арафат най-накрая е позволено да напусне своето убежище на 3 май 2002 г. след интензивни преговори, довели до споразумение: шест бойци, укрити в убежището на Арафат и искани като терористи от Израел, няма да му бъдат предадени, но няма и да бъдат покровителствани от Палестинската автономия. Вместо това британско-американски служители по сигурността ще осигурят оставането на тези хора в затвора в Йерихон. С това, както и с обещанието, че ще се обърне към палестинците да спрат своите атаки срещу израелците, Арафат е пуснат. Той го прави на 8 май 2002 г., но публичният му призив е игнориран.
На 18 юли 2004 г. в интервю за „Льо Фигаро“ президентът на САЩ Джордж Буш отхвърля Арафат като партньор за преговори. „Истинският проблем е, че няма ръководство, което да е способно да каже „помогнете ни да създадем държава и ще се борим с терора и ще отговорим на потребностите на палестинците.“
Арафат има противоречиви отношения с водачите на другите арабски държави. В различни периоди той е обект на критика от страна на арабските водачи и печат. През последните няколко години продължителното разочарование от Арафат и приближените му е отразено в арабския печат като цяло. Въпреки това той със сигурност остава най-популярният арабски водач сред масите. Най-честата критика срещу Арафат е, че той носи вреди за палестинския народ. Подкрепата за Арафат от арабските водачи обикновено се е усилвала, когато той е поставян под натиск от Израел. Например през 2003 г., когато Израел обявява, че е взел решението да го премахне от контролирания от Израел Западен бряг.

## Болест и смърт
Първите сведения за лечението на Арафат от лекарите му (според говорителя му страда от грип), идват на 25 октомври 2004 г. след като повръща на среща. Състоянието му продължава да се влошава през следващите дни и той губи съзнание за 10 минути на 27 октомври. Следват прегледи от други лекари, включително специалисти от Тунис, Йордания и Египет, както и споразумение с Израел да не блокират завръщането му. На 29 октомври Арафат се качва на френски правителствен самолет и отива във военната болница „Перси“ в Кламар близо до Париж. Според един от докторите, Арафат има ниско съдържание на тромбоцити. На 3 ноември изпада в постепенно задълбочаваща се кома. През следващите дни около здравето на Арафат има много спекулации. Различни източници твърдят, че е в кома, във „вегетативно състояние“ или че е мъртъв. Палестинските власти и йорданският лекар на Арафат отричат сведенията, че той е в мозъчна смърт и животът му се поддържа от системи.
Следват пререкания между служителите от Палестинската автономия (ПА) и Суха Арафат, неговата съпруга. На 8 ноември служители от ПА пътуват до Франция, за да се видят с Ясер Арафат. Според Суха, „те искат да погребат Абу Амар жив“. Говори се, че палестинските служители съжаляват, че новините за Ясер Арафат се „филтрират“ от съпругата му. Френските закони забраняват на лекарите да обсъждат състоянието на пациентите си с изключение на близките роднини, в случай че състоянието е тежко (Закон за здравето, L1110-4). Съобразно тях, всички комуникации, свързани със здравето на Ясер Арафат, трябва да бъдат упълномощени от съпругата му.
На 9 ноември 2004 г. в 10 часа сутринта Естрипо, главният лекар в „Перси“, заявява, че състоянието на Арафат се е влошило, и че той е изпаднал в още по-дълбока кома. На 10 ноември „висш религиозен сановник“ посещава Арафат и заявява, че със сигурност животът на Арафат ще продължи да се поддържа, тъй като противното е забранено от исляма.
Арафат умира на 75 години на 11 ноември 2004 г. в 2:30 UTC. Точната причина за смъртта му не е известна и по нея се спори. Шейх Тайсир Тамими, който стои до леглото на Арафат, описва събитията така: „Беше много болезнено. Навсякъде по лицето му имаше кръв. Кръвта идваше от всяко възможно място. Първата ми реакция беше, че не успях да разбера какво се случва. Затворих очите си и започнах да чета корана...“. Когато смъртта му е обявена, палестинският народ започва да го оплаква, като от джамиите с високоговорители се четат молитви от корана, а по улиците се горят гуми в знак на траур.

## Финансови сделки
През август 2002 г. началникът на израелските военни разузнавателни служби излиза с твърдение, че личното състояние на Арафат възлиза на 1,3 млрд. американски долари, въпреки че не подкрепя с доказателства това твърдение. Американското бизнес-списание „Форбс“ нарежда Арафат на шесто място в списъка за 2003 г., озаглавен „Крале, кралици и деспоти“. Според него, личното състояние на Арафат е поне 300 милиона долара, но не посочва своите източници.
През 2003 г. Международният валутен фонд (МВФ) провежда одит на Палестинската автономия и заявява, че Арафат отклонява 900 милиона долара от националния фонд в специална банкова сметка, контролирана от Арафат и главния икономически финансов съветник на ПА. МВФ не твърди, че има някакви нередности и заявява, че по-голямата част от фондовете са използвани за инвестиции в палестински авоари – в страната и извън нея.
През 2003 г. екип американски счетоводители, назначен от министерството на финансите на Арафат, започва да проучва финансовото му състояние. Според този колектив част от състоянието на палестинския лидер се държи в тайна банкова сметка и е на стойност 1 млрд. долара – с инвестиции в компании като завод за бутилиране на Кока-кола в Рамала, в тунизийска компания за мобилни телефони и капиталовложения в САЩ и Каймановите острови.
Ръководителят на проучването заявява, че „въпреки че парите в банковата сметка идват от национални фондове като палестинските данъци, на практика нито един от тях не е използван за палестинския народ; всичко се контролира от Арафат. И нито една от тези сделки не е извършена публично.“ Въпреки че Арафат винаги е живял скромно, Денис Рос, бившият посредник на президентите Джордж Хърбърт Уокър Буш и Бил Клинтън в Близкия изток, заявява, че „пътуващите пари“ на Арафат финансират обширна покровителствена система. Според Салам Фаяд, бивш служител в Световната банка, назначен от Арафат за финансов министър през 2002 г., търговските монополи на Арафат могат най-точно да се опишат като мамене на народа на Арафат и „най-вече в Газа, която е по-бедна, което е напълно неприемливо и неморално“. Според Ханан Ашрави, бивш член на кабинета на Арафат, „да накараш г-н Арафат да предаде авоарите си е като да извадиш зъб. Г-н Арафат отстъпи поради натиска от дарители като Европейския съюз и финансовия министър Салам Фаяд, бившия представител на МВФ по тези земи. Те искаха от г-н Арафат той да предаде инвестициите като условие за по-нататъшна помощ.“
Разследване на Европейския съюз заради твърденията, че с парите на ЕС се злоупотребява от ПА, показва, че няма доказателство за отклоняването на парите за финансиране на терористични дейности. Европейският съюз „остава убеден, че задълбочаването на реформите в ПА и подобряването на финансовото управление и способността за одити е най-добрата стратегия за предотвратяване на злоупотреби с парите и корупцията. Реформата във финансовото управление на ПА се цели от няколко ключови условия, приложени към финансовата помощ на ЕС.“
Неназовани източници от финансовото министерство на ПА отправят твърдения, че съпругата на Арафат, Суха, всеки месец получава $100 000 от бюджета на ПА. В интервю с вестника Ал Хаят, чиято централа е в Лондон, г-жа Арафат обвинява израелския премиер Ариел Шарон в разпространяване на слухове за пране на пари, които целят да отвлекат медийното внимание от предполагаемите корупционни действия, извършвани от самия него.
През октомври 2003 г. френски правителствени ищци правят проучване за прането на пари от Суха Арафат след като Тракфин алармира ищците, че са направени преводи, всеки на стойност близо 1,27 млн. долара, от Швейцария в сметката на г-жа Арафат в Париж.

## След смъртта
Израел отказва да изпълни желанието на Арафат той да бъде погребан във или близо до джамията Ал Акса в Източен Йерусалим, като се позовава на проблемите със сигурността. Според израелското правителство, изпълняването на желанието на Арафат би затвърдило палестинските претенции спрямо традиционно арабската зона в града като бъдеща столица. След държавното погребение в Кайро, на което присъстват много арабски лидери, Арафат е „временно“ оставен да почива на 12 ноември до бившата му квартира в Рамала в Западния бряг, където на този ден се събира огромна тълпа.
На 16 ноември 2004 г. вестник „Канар Еншене“ публикува информация, че неназовани медицински източници са имали достъп до Арафат и досието му в болницата „Перси“. Според вестника още от пристигането на Арафат в болницата лекарите в „Перси“ подозирали тежки увреждания на черния дроб, които причинили промяна в състава на кръвта и заради това Арафат е подложен на хематологично лечение. Било изключено Арафат да страда от левкемия. Според същия източник причината, поради която тази диагноза за цироза не е оповестена публично, е че в очите на хората цирозата се свързва с прекомерна употреба на алкохол – въпреки че цирозата на Арафат не била предизвикана от това и Арафат не е консумирал алкохол, диагнозата би предизвикала появата на различни слухове. Източникът казва още, че състоянието на Арафат през последните три години не се подобрявало. Арафат не получил адекватна медицинска помощ. Заради това, посочва източникът, вероятните причини за заболяването са много; комата, в която изпада Арафат, е следствие от влошилата се цироза. Освен това накрая имал и мозъчен кръвоизлив. Според френският вестник „Льо Монд“ лекарите са казали, че страда от „необикновена кръвна болест и проблем с черния дроб“
Парижкият депутат Клод Гоагюен настоява за парламентарна комисия за разследване смъртта на Арафат, за да се разсеят слуховете. На 17 ноември френското правителство заявява, че няма доказателства Арафат да е бил отровен. В противен случай би започнало криминално разследване.
След смъртта на Арафат френският министър на отбраната заявява, че медицинското досие на Арафат ще бъде дадено само на най-близките му роднини. Племенникът на Арафат, Насър ал-Кидва, получава копие от досието на Арафат от френския министър на отбраната на 22 ноември. Досието съдържа 558 страници.
Смъртният акт на Арафат поражда спорове, защото според него Йерусалим е родното му място. Това е мястото, посочено от официални чуждестранни документи, които са показани на френското министерство на външните работи, когато съпругата на Арафат взема френско гражданство. Израел отправя молба към французите да предоставят доказателство, че Арафат е роден в Йерусалим, а център „Симон Визентал“ призовава Франция „да разследва обстоятелствата, свързани с погрешната и непълна регистрация на смъртния акт на Арафат; да поправи погрешните данни, свързани с месторождението му, като добави истината за произхода му и причината за смъртта му.“ Нито една от спорещите страни не е завела съдебно дело, за да поиска поправка на акта.
След смъртта на Арафат председателят на палестинския парламент Раухи Фатух временно изпълнява функциите на президент на Палестинската автономия. Генералният секретар на ООП, Махмуд Абас, е избран за председател на ООП, а външният министър Фарук Кадуми застава начело на Фатах. Ахмед Курей остава министър-председател и поема допълнителни отговорности, свързани със сигурността. През януари 2005 г. Махмуд Абас печели президентските избори с известна преднина, утвърждавайки се като наследник на Арафат в качеството си на водач на палестинския народ.